# رسالة من الشرق (كتاب)
رسالة من الشرق أو بيام المشرق هو عمل شعري فارسي فلسفي كتبه محمد إقبال ونشر في عام 1923 كرد على ديوان غوته الغربي الشرقي .

## مقدمة
"بيام المشرق" هو إجابة على "ديوان الغرب الشرقي" لجوته .

### تاريخ
بدأ إقبال كتابة الكتاب بعد فترة وجيزة من نهاية الحرب العالمية الأولى . وتحدث عنه لأول مرة في رسالة إلى صديقه الباحث سيد سليمان نادفي ، في عام 1919:
"أكتب حاليًا ردًا على ديوان شاعر غربي (غوته)، وقد اكتمل نصفه تقريبًا. بعض القصائد ستكون بالفارسية وبعضها بالأردية... كان شاعران ألمانيان عظيمان، غوته وأوهلاند، محاميين. وبعد ممارستهما المحاماة لفترة قصيرة، عُيّن غوته مستشارًا تعليميًا لولاية فايمار، فوجد وقتًا كافيًا للاهتمام بتفاصيله الفنية. أما أولاند، فقد كرّس حياته كلها للدعاوى القضائية، ولذلك استطاع كتابة بعض القصائد".[بحاجة لمصدر]
حظي ديوان "بيام" بإشادة واسعة باعتباره "محاولةً صادقةً من شاعر شرقي بارز، مُلِمٍّ بالأدب والفكر الغربيين... للدخول في حوار مع أوروبا". يتضمن العمل مجموعةً من الرباعيات، تليها مجموعةٌ من القصائد التي تُجسّد فلسفة إقبال في الحياة بأسلوبٍ غنائي، وبعض المقتطفات الشعرية التي تُصوّر الشعراء والفلاسفة والسياسيين الأوروبيين.

## طالع أيضًا
- فهرس المقالات المتعلقة بمحمد إقبال [الإنجليزية]

## ملحوظات
1. ↑  وصلة مرجع: http://www.allamaiqbal.com/works/prose/english/reconstruction/bibliography.htm.

## روابط خارجية
- "Payam-i-Mashriq". Iqbal Academy Pakistan.